# Bremsweg

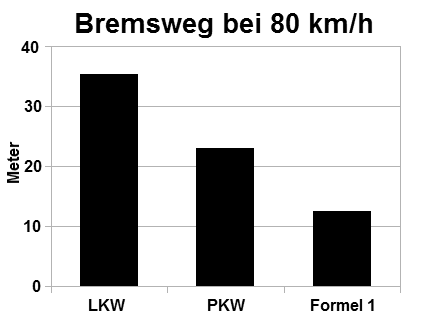
Bremsweg aus 80 km/h, jeweils voll beladen

Der Bremsweg wird definiert als Weg, der vom Augenblick des Einleitens der Bremsung bis zum Stillstand des Fahrzeugs bzw. bis zum Erreichen der Endgeschwindigkeit des Bremsvorgangs zurückgelegt wird. Entscheidend für die Länge des Bremsweges sind die anfängliche Geschwindigkeit und die erreichte Bremsverzögerung. Die für den Bremsweg benötigte Zeit ist die Bremszeit (auch als Bremsdauer bezeichnet). Diese (effektive) Bremszeit enthält die Zeit, bis die Bremsreibungskraft volle Stärke erreicht, sowie ggf. Durchschlags-, Umsteuer- und Schlupfzeiten (also Zeiten einer ungebremsten Bewegung).
Der Anhalteweg ist länger als der Bremsweg, denn in ihm ist zusätzlich der Reaktionsweg enthalten, der ungebremst zurückgelegt wird und – neben der Geschwindigkeit – von der Reaktionszeit abhängt. 
Für Kraftfahrzeuge (ausgenommen Krafträder) mit einer bauartbedingten Höchstgeschwindigkeit von mehr als 25 km/h hat gemäß § 41 Abs. 4 StVZO die Mindestbremsverzögerung 5 m/s² zu betragen. Bei Schienenfahrzeugen sind Bremswege aufgrund der niedrigeren Bremsverzögerung von etwa 1 m/s² deutlich länger als bei Straßenfahrzeugen.

## Berechnung des Bremswegs

Graphen der zeitlichen Verläufe von Geschwindigkeit (oben) und dabei zurückgelegter Wegstrecke (unten):
(I): Bremsen von bis zum Stillstand
(II): Bremsen von bis
(III): Fahren mit konstant

Ist {\displaystyle v_{0}} die Anfangsgeschwindigkeit (in m/s) zum Zeitpunkt {\displaystyle t_{0}=0} und {\displaystyle a>0} die als konstant angenommene Bremsverzögerung (in m/s²), dann beträgt der Bremsweg {\displaystyle s_{\text{B}}} (in m):
{\displaystyle s_{\text{B}}={\frac {v_{0}^{2}}{2\cdot a}}}     (1)
Für die Momentangeschwindigkeit {\displaystyle v(t)} in Abhängigkeit der Zeit {\displaystyle t} während des Bremsvorgangs ({\displaystyle t_{0}\leq t\leq t_{\text{Ende}}={\tfrac {v_{0}}{a}}}) gilt bei einer konstanten Bremsverzögerung:
{\displaystyle v(t)=v_{0}-a\cdot t}     (2)
Die Geschwindigkeit nimmt, ausgehend von {\displaystyle v_{0}}, linear ab. Dabei ist {\displaystyle a\cdot t} jener Teil der Geschwindigkeit, der durch das Bremsen „verloren gegangen“ ist. Die hier durch einen positiven Wert ausgedrückte Bremsverzögerung ({\displaystyle a>0}) entspricht einer negativen Beschleunigung.
Für die bis zum Zeitpunkt {\displaystyle t} zurückgelegte Wegstrecke {\displaystyle s(t)} gilt gemäß dem Weg-Zeit-Gesetz der gleichmäßig beschleunigten Bewegung:
{\displaystyle {\begin{aligned}s(t)=v_{0}\cdot t-{\frac {1}{2}}\cdot a\cdot t^{2}\end{aligned}}}     (3)

### Bremsen bis zum Stillstand
Kommt der Gegenstand nach der Bremszeit {\displaystyle t_{\text{B}}} zum Stillstand, dann ist {\displaystyle v(t_{\text{B}})=0}. Dies bedeutet in Gleichung (2):
{\displaystyle v(t_{\text{B}})=v_{0}-a\cdot t_{\text{B}}=0}
Löst man diese Gleichung nach der Bremszeit {\displaystyle t_{\text{B}}} auf, erhält man:
{\displaystyle t_{\text{B}}={\frac {v_{0}}{a}}}
Setzt man die Bremszeit {\displaystyle t_{\text{B}}} nun in Gleichung (3) ein, so folgt die Beziehung (1) für den Bremsweg {\displaystyle s_{\text{B}}}:
{\displaystyle s_{\text{B}}=s(t_{\text{B}})=v_{0}\cdot {\frac {v_{0}}{a}}-{\frac {1}{2}}\cdot a\cdot {\frac {v_{0}^{2}}{a^{2}}}={\frac {v_{0}^{2}}{2\cdot a}}}

### Bremsen bis zu einer Endgeschwindigkeit
Das Bremsen (mit konstanter Bremsverzögerung {\displaystyle a>0}) von der Anfangsgeschwindigkeit {\displaystyle v_{0}=v(t_{0})} (zum Zeitpunkt {\displaystyle t_{0}=0}) bis zur Endgeschwindigkeit {\displaystyle v_{1}=v(t_{1})} (mit {\displaystyle 0\leq v_{1}<v_{0}}) führt, analog zu obigen Überlegungen, zur Bremszeit {\displaystyle t_{1}} und zum Bremsweg {\displaystyle s_{1}=s(t_{1})} wie folgt:
- {\displaystyle v(t)={\begin{cases}v_{0}-a\cdot t,&{\text{wenn }}0\leq t<t_{1}{\text{,}}\\v_{1},&{\text{wenn }}t\geq t_{1}{\text{.}}\end{cases}}}
- {\displaystyle s(t)={\begin{cases}v_{0}\cdot t-{\frac {1}{2}}\cdot a\cdot t^{2},&{\text{wenn }}0\leq t<t_{1}{\text{,}}\\s_{1}+v_{1}\cdot (t-t_{1}),&{\text{wenn }}t\geq t_{1}{\text{.}}\end{cases}}}
- {\displaystyle t_{1}={\frac {v_{0}-v_{1}}{a}}}
- {\displaystyle s_{1}=v_{0}\cdot t_{1}-{\frac {1}{2}}\cdot a\cdot t_{1}^{2}={\frac {v_{0}^{2}-v_{1}^{2}}{2\cdot a}}}

### Bremsen auf der schiefen Ebene
Befindet sich der sich bewegende Gegenstand auf einer geneigten Fahrbahn (schiefen Ebene) mit Neigungswinkel {\displaystyle \alpha } zur Horizontalen (bei Gefälle {\displaystyle \alpha <0}), so ist auch der Einfluss der Erdanziehung zu berücksichtigen. Diese bewirkt eine Hangabtriebskraft parallel zur Fahrbahn. Durch die zugehörige Komponente der Erdbeschleunigung {\displaystyle g} parallel zur Fahrbahn ergibt sich die resultierende Verzögerung {\displaystyle a_{\text{res}}}:
{\displaystyle a_{\text{res}}=a_{\text{B}}+g\cdot \sin(\alpha )}
Befindet sich der Gegenstand auf einer ansteigenden Fahrbahn (Neigungswinkel {\displaystyle \alpha >0}), so ergibt sich die maximale Bremsverzögerung {\displaystyle a_{\text{max}}} in Richtung der Fahrbahn zu:
{\displaystyle a_{\text{max}}=\mu \cdot g\cdot \cos(\alpha )+g\cdot \sin(\alpha )}, wobei {\displaystyle \mu } der Reibungskoeffizient ist.
Wie oben gilt für den Bremsweg {\displaystyle s_{\text{B}}}:
{\displaystyle s_{\text{B}}={\frac {v_{0}^{2}}{2\cdot a_{\text{max}}}}}
Bei Gefälle und glatter Fahrbahn kann die Beschleunigung Null oder negativ werden. Dann wird der Gegenstand nicht gebremst, sondern schneller. Deshalb kann kein Bremsweg angegeben werden.

## Kfz-Anhalteweg

Bremsvorgang

Der Anhalteweg ist die Strecke, die ein Fahrzeug von dem Zeitpunkt, an dem das Hindernis auftritt bzw. gesehen werden kann, bis zum Stillstand zurücklegt. Das Erkennen dauert in der Regel ca. 0,1 s (einen Augenblick). Die Zeit der Reaktion liegt bei etwa 0,8 s. So die Verkehrslage erhöhte Aufmerksamkeit und Reaktionsbereitschaft erfordert, beträgt die Reaktions- und Bremsansprechzeit höchstens 0,6 Sekunden (BGH VRS 6, 13).
Die Ansprechzeit (auch Anlegedauer oder Schlupfzeit) bezeichnet die Zeit von der Betätigung des Bremspedals bis zur ersten Berührung des Bremsbelages mit der Bremsscheibe bzw. -trommel. Während der Ansprechzeit fährt das Fahrzeug mit ungebremster Geschwindigkeit weiter. Die Ansprechzeit kann durch Verringerung des Lüftspiels sowie durch elektronische Sensoren verkürzt werden. Sensor und Steuergerät können eine Notbremsung am schnellen Wechsel von Gas- zu Bremspedal und der hohen Geschwindigkeit der Bremsbetätigung erkennen. Die Bremsung wird durch diese Bremsassistenzsysteme automatisch eingeleitet, Ansprech- und Schwellzeit werden durch raschen Druckaufbau verkürzt.
Die Schwellzeit (d. h. die effektive Bremszeit, siehe Abbildung) ist die Zeit, die die Bremsen benötigen, um die maximale Bremswirkung zu entfalten. Bei einer hydraulischen Bremsanlage liegt die Zeit zwischen 0,1 und 0,2 Sekunden, bei der Druckluftbremsanlage zwischen 0,2 und 0,4 Sekunden. Um die Schwellzeit in Druckluftbremsanlagen zu verringern, werden bremsnah Relaisventile verbaut.
Bei einem Autofahrer wird für die Reaktions- und Vorbremszeit die Dauer von einer Sekunde angenommen. Bei aufmerksamen, geübten Fahrern ist sie kürzer. Drogen, Alkohol und Medikamente verlängern sie deutlich. Die Reaktionszeit bestimmt maßgeblich die Länge des notwendigen Sicherheitsabstands.

### Faustformeln

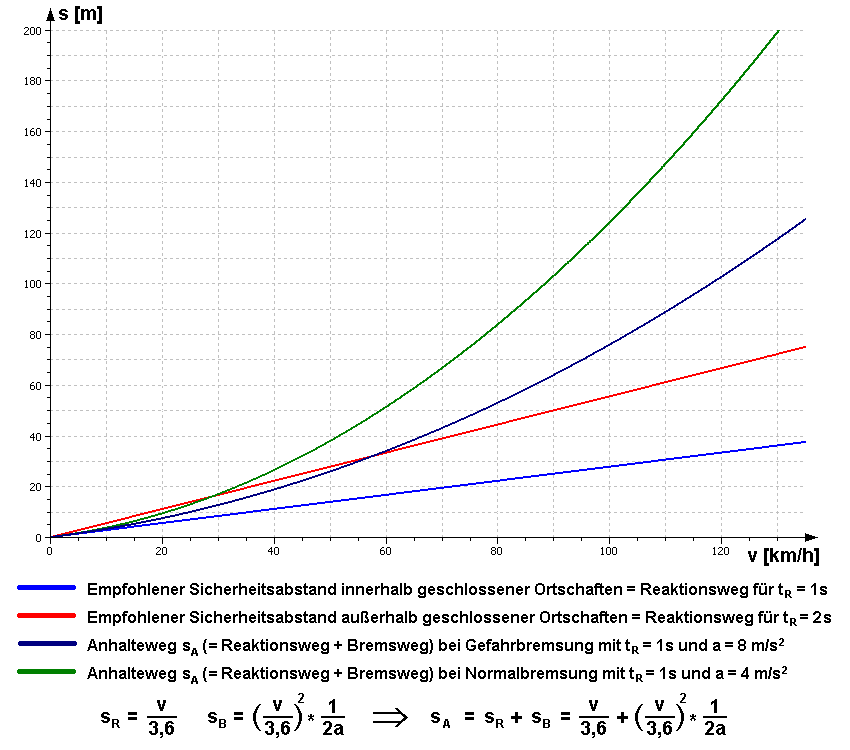
Sicherheitsabstände und Anhaltewege in Abhängigkeit von der Fahrzeuggeschwindigkeit und Bremsverzögerung

Wird die Geschwindigkeit {\displaystyle v} durch die Einheit km/h dividiert, erhält man den Zahlenwert
{\displaystyle v_{\text{km/h}}={\frac {v}{\text{km/h}}}}.
Der zurückgelegte Weg {\displaystyle s} wird durch die Einheit m dividiert und man erhält den Zahlenwert
{\displaystyle s_{\text{m}}={\frac {s}{\text{m}}}}.
In Deutschland werden bei der Führerscheinprüfung die folgenden Faustformeln verwendet:
Reaktionsweg
{\displaystyle s_{\text{m, Reaktion}}\approx {\frac {v_{\text{km/h}}}{10}}\cdot 3}
Das heißt, es wird etwa eine Sekunde Reaktionszeit angenommen.
Man unterscheidet zwischen Normalbremsung und Gefahrbremsung. Tatsächliche Werte sind abhängig von Fahrzeugtyp, Wetter, Straßenzustand und Fahrer. 
Bremsweg bei Normalbremsung (Verzögerung ca. 3,9 m/s²)
{\displaystyle s_{\text{m, Brems}}\approx {\frac {v_{\text{km/h}}}{10}}\cdot {\frac {v_{\text{km/h}}}{10}}}
Bremsweg bei Gefahrbremsung (Verzögerung ca. 7,7 m/s²)
{\displaystyle s_{\text{m, GefahrBrems}}\approx {\frac {1}{2}}\cdot \left({\frac {v_{\text{km/h}}}{10}}\cdot {\frac {v_{\text{km/h}}}{10}}\right)}
Beispiele
- Bei einer Geschwindigkeit von {\displaystyle v} = 50 km/h auf trockener Fahrbahn im Ortsgebiet ergibt sich bei Normalbremsung {\displaystyle s_{\text{m, Reaktion}}\approx {\tfrac {50}{10}}\cdot 3=15} das ergibt einen Reaktionsweg von {\displaystyle 15\,{\text{m}}} und {\displaystyle s_{\text{m, Brems}}\approx {\tfrac {50}{10}}\cdot {\tfrac {50}{10}}=25} und somit einen Bremsweg von {\displaystyle 25\,{\text{m}}} – die Summe aus beiden, der Anhalteweg, beträgt also etwa 40 Meter.
- Bei einer Gefahrenbremsung ergibt sich ein Anhalteweg von {\displaystyle {\text{Anhalteweg Gefahrbremsung}}=s_{\mathrm {Reaktion} }+s_{\mathrm {Brems} }\approx 15\,{\text{m}}+12{,}5\,{\text{m}}=27{,}5\,{\text{m}}}.

Sicherheitsabstand in Meter
Der Sicherheitsabstand kann – als Ein- bzw. Zwei-Sekunden-Abstand, modifiziert durch die Witterung {\displaystyle k} – überschlagsmäßig mit der Faustformel
{\displaystyle s_{\text{m, sicher}}\approx {\frac {v_{\text{km/h}}\cdot t_{\text{s}}\cdot k}{4}}}
berechnet werden, wobei {\displaystyle k} von der Straßensituation abhängt (trockene Fahrbahn: {\displaystyle k=1}); im Ortsgebiet ist eine Mindest-Zeit von {\displaystyle t=1\,{\text{s}}} und im Freiland von {\displaystyle t=2\,{\text{s}}} einzuhalten. Bei nasser Fahrbahn wird etwa der 1,5-fache bis doppelte Abstand (k = 1,5…2) und bei Schnee sowie Rollsplitt wird der etwa vierfache Abstand (k = 4) benötigt. Bei Glatteis ist der Bremsweg noch deutlich länger. Die Zahl 4 in der Faustformel stellt eine Näherung für die 3,6 aus der Umrechnung von km/h in m/s dar. 
Beispiele
- Innerorts (t = 1 s) gilt bei trockener Fahrbahn (k = 1) mit v = 50 km/h für den Sicherheitsabstand etwa {\displaystyle {\frac {50\cdot 1\cdot 1}{4}}=12{,}5}, also {\displaystyle 12{,}5\,{\text{m}}}.

- Außerorts (t = 2 s) ergibt die Formel für trockene Fahrbahn (k = 1) den bekannten halben Tacho in Metern, also Sicherheitsabstand {\displaystyle {\frac {50\cdot 2\cdot 1}{4}}=25}, also {\displaystyle 25\,{\text{m}}}.

## Schienenverkehr
Bei Zügen ist die Bremsverzögerung ca. 1 m/s², was sich durch die geringere Reibung zwischen den Metalloberflächen Rad und Schiene ergibt. Bei gleicher Anfangsgeschwindigkeit ist der Bremsweg eines Zuges etwa um den Faktor zehn länger als der eines Autos. Der Bremsweg eines 90 km/h fahrenden Haltezuges hat eine Länge von über 313 Metern. Schnellzüge fahren in den Niederlanden mit Geschwindigkeiten von 110–125 km/h und haben einen Mindestbremsweg von mehr als einem halben Kilometer. Hochgeschwindigkeitszüge fahren mit Geschwindigkeiten von 220–320 km/h, was bedeutet, dass ihr minimaler Bremsweg eine Länge von zwei bis mehr als fünf Kilometer erreicht.
Für Eisenbahnstrecken wird ein bestimmter Bremswegabstand festgelegt, innerhalb dessen jeder Zug anhalten können muss. Abhängig vom Bremsvermögen eines Zuges wird so seine zulässige Höchstgeschwindigkeit bestimmt. In Deutschland geschieht dies anhand einer Bremstafel.
Als Bremskurve wird der Verlauf der Soll-Geschwindigkeit in Abhängigkeit vom zurückgelegten Bremsweg bezeichnet. Das Einhalten dieser Kurve wird durch Zugbeeinflussungssysteme überwacht, die sicherstellen, dass ein Zug rechtzeitig zum Halten kommt oder seine Geschwindigkeit reduziert hat.

## Schiffe
Schiffe werden hauptsächlich durch gezielte Erhöhung des hydrodynamischen Widerstandes gebremst. Es sind jedoch auch andere Mittel wie das Auswerfen von Ankern und ein geeignetes Verstellen von Segeln zur Verringerung der Geschwindigkeit möglich.
Das hauptsächlich angewendete Verfahren zum aktiven Bremsen besteht in der Schubumkehr des Antriebes. Dazu werden im Fall von Schiffsschrauben und Schaufelrädern die Drehrichtung umgekehrt, bei Wasserstrahlantrieben der Strahl umgelenkt. Da Schiffe relativ schwer sind und das Medium Wasser mit der relativ niedrigen Viskosität nur einen geringen Strömungswiderstand bietet, bremsen – große – Schiffe im Vergleich zu Autos und Zügen meist langsamer. Schiffe mit einem hohen Verhältnis von Motorleistung pro Masseneinheit wie leichte Kreuzer und Schlepper haben deshalb eine vergleichsweise hohe Bremsverzögerung.
Je kleiner ein Boot ist, desto schneller wird es vom Strömungswiderstand abgebremst: Ein Ruder-Achter läuft ohne Riemenschlag mehrere Dutzend Meter aus. Ein Einer-Kajak oder kleines Schlauchboot läuft ohne Paddelschlag nur wenige Meter.
Die Internationale Seeschifffahrts-Organisation schreibt vor, dass Schiffe bei einem Nothaltmanöver aus voller Fahrt innerhalb von 15 (in Ausnahmefällen 20) Schiffslängen zum Stehen kommen müssen. Ein solches Manöver belastet allerdings die Hauptmaschine, ihre Fundamentierung und die Welle so stark, dass dies außer bei der technischen Abnahme nur im Ausnahmefall praktiziert wird. Aus den Regularien ergäbe sich bei maximalen 450 m Schiffslänge eine Strecke von höchstens 9 km (4,9 sm) zum Stillstand dieses Fahrzeugs im Notfall.